# هامر
هامر (به انگلیسی: Hummer) یک برند کامیون و خودروهای اس‌یووی آمریکایی است که در مالکیت جی‌ام‌سی جنرال موتورز می‌باشد.
نمونه‌های نظامی این خودرو با نام هاموی به‌طور گسترده توسط ارتش ایالات متحده به کارگرفته می‌شوند.
از نمونه‌های غیرنظامی این خودرو می‌توان هامر اچ۱ (اس یو وی بزرگ و نمونه غیرنظام که نمونه غیرنظامی دو مدل نخست در زمره خودروهای لوکس قرار می‌گیرد.
همچنین شرکت‌های دیگری اقدام به ساخت لیموزین‌های بسیار بزرگی بر پایه این مدل‌ها به‌خصوص هامر اچ۲ کرده‌اند.
در تابستان ۲۰۰۸ شرکت تاتاموتورز هندوستان در پی خرید لندرور و جگوار از شرکت فورد با شرکت جنرال موتورز برای خرید هامر وارد مذاکره شد. در نهایت در پی ورشکستگی جنرال‌موتورز در جون ۲۰۰۹، شرکت چینی تنگژونگ هامر را خریداری کرد ولی بنابر اعلام این شرکت مقر هامر در آمریکا باقی خواهند ماند و هامر همچنان به‌عنوان یک خودروی آمریکایی تولید خواهد شد. در سال ۲۰۱۰ این شرکت منحل و اکنون تنها به‌عنوان برند زیرمجموعه.

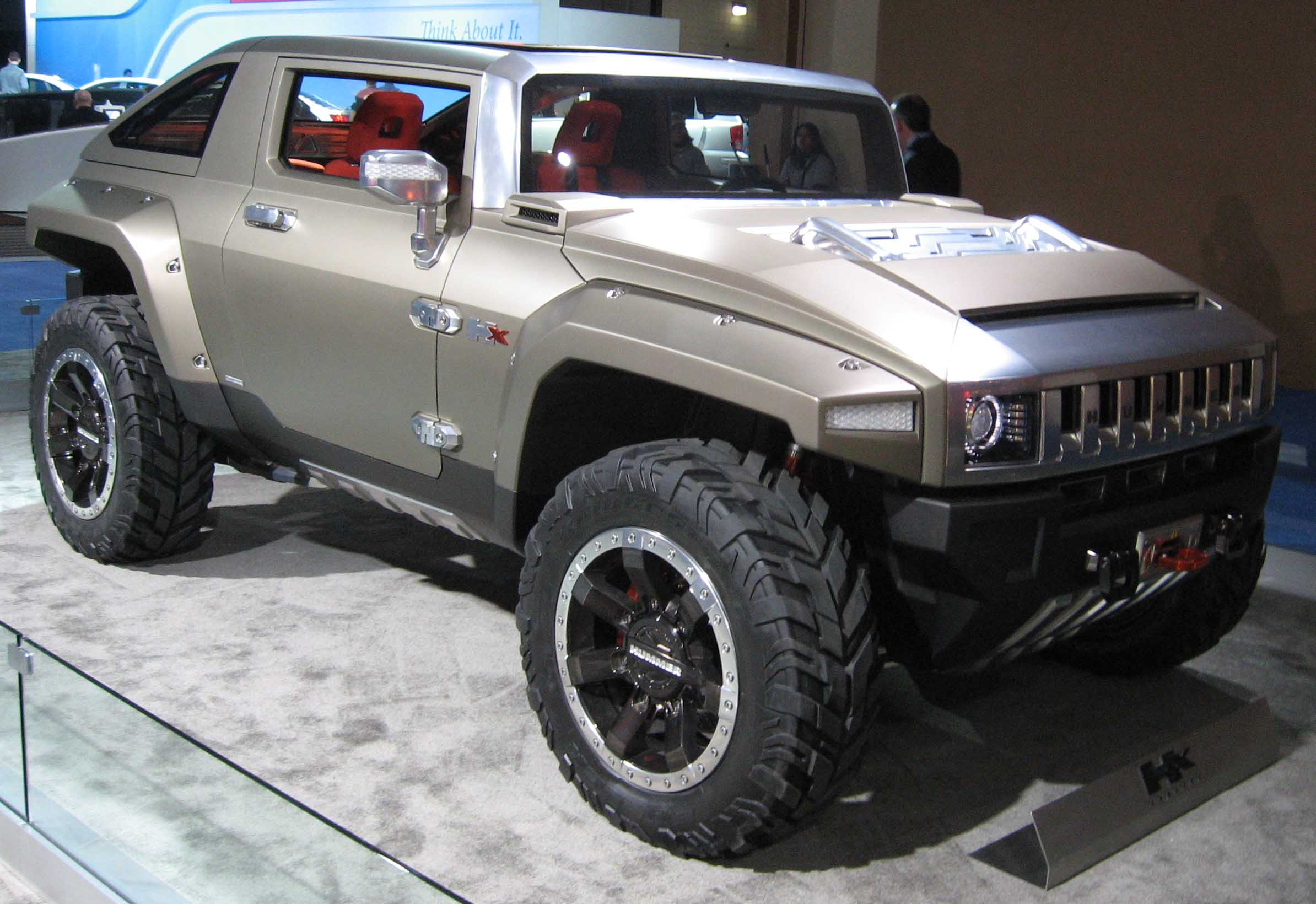
هامر مدل HX.